# Red Chittagong

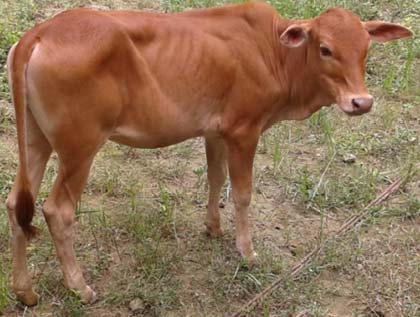
Red Chittagong

Das Red Chittagong oder Chittagong Red, in Indien Bengali, ist eine bangladeschische und bengalische Rasse des Zebus. Die Rasse ist gut an das Klima der Region und an die extensive Tierhaltung angepasst und ist sowohl Milchrind als auch Fleischrind. Der Name ist von der Fellfarbe und dem Eigennamen der Stadt Chittagong abgeleitet, die das Zentrum des Distrikts Chittagong und des Verbreitungsgebiets ist.

## Herkunft und Verbreitung
In Bangladesch werden mehr als 24 Millionen Rinder gehalten, zur Produktion von Milch und Fleisch und als Zugtiere, der Kuhdung dient als Brennstoff und natürlicher Dünger. Davon sind 85 Prozent Hybriden oder gehören Rassen an, die in Bangladesch ihren Ursprung haben. Diese Rassen, zu denen auch das Red Chittagong gehört, sind deutlich weniger leistungsfähig als eine Reihe exotischer Rassen, doch sie sind an das Klima des Landes und an die Bedingungen der extensiven Tierhaltung angepasst und sie weisen eine hohe Resistenz gegen die einheimischen Krankheiten auf. Unter diesen heimischen Rassen zeichnen sich einige wie das Red Chittagong, Pabna, North Bengal Grey und Munshiganj dadurch aus, dass sie auch unter extensiver Haltung vergleichsweise sehr gute Leistungen bieten. Diese Rassen haben den typischen Buckel der Zebuss und es wird angenommen, dass sie in ihren Herkunftsgebieten über Jahrhunderte durch Inzucht und planmäßige Auslese für die Nutzung als Zugtiere entstanden sind. Daraus resultierte auch die Unterlegenheit gegenüber spezialisierten Milchvieh- oder Fleischrassen.
Das Red Chittagong ist vor allem im Distrikt Chittagong verbreitet, sowohl in der Küstenebene als auch in den Chittagong Hill Tracts, wo es die zahlenmäßig dominierende Rinderrasse ist. Auch innerhalb des Distrikts schwankt die Häufigkeit der Haltung, eine große Zahl von Red Chittagongs wird in den Upazilas Anwara, Banshkhali, Chandanaish, Hathazari, Patiya und Raozan gehalten. In anderen Teilen von Bangladesch ist sie weniger verbreitet bis selten. In Nordindien wird die Rasse als Bengali vorwiegend im Bundesstaat Westbengalen gehalten.

## Beschreibung

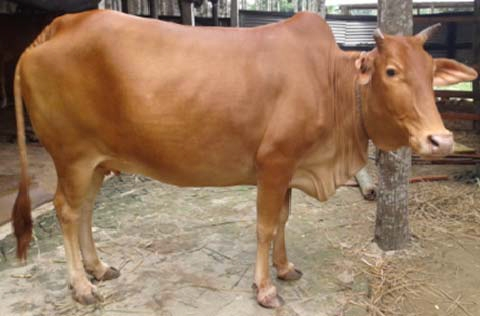
Red Chittagong

Das Chittagong Red ist eine kleinwüchsige Rasse mit einem Gewicht von 150 bis 400 Kilogramm bei Bullen und 150 bis 200 Kilogramm bei Kühen. Der Körperbau ist dabei kräftig, mit einem relativ kleinen Kopf. Die Fellfarbe des Red Chittagong ist hell- bis dunkelrot, Maul, Augäpfel, Augenbrauen, Schwanzansatz und Hufe sind blassrot bis ziegelrot. Beide Geschlechter tragen kurze Hörner, mit einer Länge von wenig mehr als zehn Zentimeter.
| Geschlecht | Gewicht        | Widerristhöhe  | Körperlänge    | Brustumfang    |
| ---------- | -------------- | -------------- | -------------- | -------------- |
| männlich   | 150 bis 400 kg | 124 bis 126 cm | 132 bis 136 cm | 166 bis 170 cm |
| weiblich   | 150 bis 200 kg | 107 bis 109 cm | 113 bis 116 cm | 138 bis 141 cm |

## Nutzung
Das Fleisch und die Milch des Red Chittagong gelten als besonders wohlschmeckend. Die Red Chittagong bietet mit täglich im Durchschnitt 3,2 Kilogramm nur etwa ein Viertel der täglichen Milchleistung des Holstein-Rinds und seiner Kreuzungen mit lokalen Rassen. Zudem ist die Laktationsperiode drei bis über vier Monate kürzer, so dass der jährliche Milchertrag nur einen Bruchteil des Ertrags einer Hochleistungsrasse beträgt. Auch im Leistungsvergleich mit den anderen einheimischen Rassen ist das Red Chittagong unterlegen, was aber nicht auf die tägliche Milchleistung, sondern auf die kurze Laktation zurückzuführen ist. Wegen seiner Genügsamkeit, der Resistenz gegen Parasiten und Krankheiten, ihrer Fruchtbarkeit und der hohen Qualität von Milch und Fleisch wird das Red Chittagong von den Bauern um Chittagong dennoch bevorzugt gehalten, die meisten Halter sind Kleinbauern ohne eigenes Land. Das Red Chittagong eignet sich gleichermaßen für die Stall- und Weidehaltung.

## Reproduktion
Im Unterschied zu den anderen einheimischen Rinderrassen, die im Alter von eineinhalb bis drei Jahren gedeckt werden, wird das Red Chittagong erst mit drei bis vier Jahren gedeckt. Nach einer Trächtigkeit von neun bis zehn Monaten wird ein Kalb mit einem Geburtsgewicht von 14 bis 17 Kilogramm abgekalbt. Nach zwölf bis 17 Monaten folgt die nächste Trächtigkeit. Insgesamt weist das Red Chittagong gegenüber den anderen einheimischen Rassen eine leicht höhere Fruchtbarkeit auf.

## Gefährdete Nutztierrasse
Das rasche Wachstum der Bevölkerung in Bangladesch und der gesteigerte Bedarf an landwirtschaftlichen Erzeugnissen war Anlass für eine Reihe von Versuchen, höhere Milch- und Fleischleistung durch das gezielte Einkreuzen importierter Rassen zu erreichen. Dabei wurde oft eine höhere Leistung angestrebt und erreicht, ohne dass die anderen Eigenschaften wie Anpassung an das Klima und Genügsamkeit hinreichend berücksichtigt wurden. Darüber hinaus herrscht in der bäuerlichen Bevölkerung oft Unkenntnis über die Bedeutung reinrassiger Zuchtlinien. Im ganzen Land kam es zu einem gewollten oder ungewollten Verlust von reinrassigen Red Chittagong und anderen einheimischen Rassen. Um dem befürchteten Aussterben einiger dieser Rassen entgegenzuwirken, werden Programme zur Erhaltungszucht, zur Ertragssteigerung und zur Fortbildung der Halter entwickelt.
Die Bemühungen zur Erhaltung der bedrohten Nutztierrassen begegnen in Bangladesch einer Reihe von Hindernissen. Die Rinderhaltung ist allgemein durch die unsichere Futterversorgung, die mangelnde Verfügbarkeit von Impfstoffen und Medikamenten und dadurch bedingte Krankheitsausbrüche und starke Schwankungen der Preise für Rinder und ihre Produkte gekennzeichnet. Eine effektive nationale Strategie zur Steigerung landwirtschaftlicher Produktivität und zum Erhalt der alten Nutztierrassen gibt es nicht. Maßnahmen zum Erhalt der einheimischen Rinderrassen haben stets auch die Ziele der Sicherung der Nahrungsmittelversorgung, der Bekämpfung der Armut und des Schaffens von Arbeitsplätzen. Verschiedene Initiativen, teilweise mit ausländischer Entwicklungshilfe oder unter Leitung der Integrated Development Foundation (IDF), versuchen den Erhalt des Red Chittagong und die Verbesserung der Lebensumstände der Landbevölkerung zu vereinen.
Im Jahr 2005 wurde die Zahl der im Distrikt Chittagong gehaltenen Red Chittagong auf nur wenig mehr als 10.000 hochgerechnet. Wegen der laufenden Zuchtprogramme wird die Rasse gegenwärtig als ungefährdet eingestuft. Es besteht jedoch die Sorge, dass sie jederzeit als Folge einer laxen Handhabung der Zuchtrichtlinien, wegen veränderter Produktionsbedingungen in der Landwirtschaft oder wegen irgendeiner Beeinträchtigung der Erhaltungszuchtprogramme in Gefahr geraten könnte.